# Kornbach (Gefrees)
Kornbach ist ein Gemeindeteil der Stadt Gefrees im Landkreis Bayreuth (Oberfranken, Bayern). Die Gemarkung Kornbach hat eine Fläche von 4,631 km². Sie ist in 853 Flurstücke aufgeteilt, die eine durchschnittliche Flurstücksfläche von 5429,21 m² haben. In ihr liegen neben dem namensgebenden Ort die Gemeindeteile Haidlas und Knopfhammer.

## Geografie
Das Dorf liegt in einer Rodungsinsel am Kornbach, einem linken Zufluss des Lübnitzbachs. Im Norden und Osten grenzt der Weißenstadter Forst-Süd an, im Süden der Bischofsgrüner Forst. Die Staatsstraße 2180 führt an Knopfhammer vorbei nach Gefrees (3,6 km westlich) bzw. an Torfmoorhölle vorbei nach Voitsumra (4,1 km östlich). Südlich des Ortes gibt es eine Blockstromheide, die als Naturdenkmal ausgezeichnet ist.

## Geschichte
Gegen Ende des 18. Jahrhunderts bestand Kornbach aus 18 Anwesen (5 Höfe, 8 Halbhöfe, 3 Dreiviertelhöfe, 1 Haus, 1 Tropfhaus), einem Gemeindehirtenhaus und einer Zollstätte. Die Hochgerichtsbarkeit und die Dorf- und Gemeindeherrschaft stand dem bayreuthischen Stadtvogteiamt Weißenstadt zu. Grundherr sämtlicher Anwesen war das bayreuthische Kastenamt Wunsiedel.
Von 1797 bis 1810 unterstand Kornbach dem Justiz- und Kammeramt Wunsiedel. Infolge des Ersten Gemeindeedikts wurde Kornbach 1811 dem Steuerdistrikt Zettlitz zugewiesen. Ein Jahr später entstand die Ruralgemeinde Kornbach, zu der Haidlas und Knopfhammer gehörten. Sie war in Verwaltung und Gerichtsbarkeit dem Landgericht Gefrees zugeordnet und in der Finanzverwaltung dem Rentamt Gefrees. 1840 wurde die Gemeinde Kornbach an das Landgericht Berneck und an das Rentamt Marktschorgast überwiesen (1919 in Finanzamt Marktschorgast umbenannt). Ab 1862 gehörte Kornbach zum Bezirksamt Berneck. Die Gerichtsbarkeit blieb beim Landgericht Berneck (1879 in Amtsgericht Berneck umgewandelt). 1929 wurde die Gemeinde schließlich an das Bezirksamt Münchberg (1939 in Landkreis Münchberg umbenannt) und das Finanzamt Münchberg abgegeben, 1931 auch an das Amtsgericht Münchberg. Seit 1959 ist das Amtsgericht Bayreuth zuständig. Die Gemeinde hatte 1964 eine Gebietsfläche von 4,624 km². Im Zuge der Gebietsreform in Bayern wurde Kornbach am 1. Juli 1972 nach Gefrees eingemeindet, zugleich kam Kornbach an den Landkreis Bayreuth.

### Einwohnerentwicklung
Gemeinde Kornbach
| Jahr      | 1812  | 1840   | 1852   | 1855   | 1861   | 1867   | 1871   | 1875   | 1880   | 1885   | 1890   | 1895   | 1900   | 1905   | 1910   | 1919   | 1925   | 1933   | 1939   | 1946   | 1950   | 1952   | 1961  | 1970   |
| Einwohner | 238   | 314    | 347    | 348    | 357    | 381    | 392    | 410    | 369    | 364    | 347    | 347    | 320    | 302    | 272    | 245    | 262    | 267    | 273    | 310    | 333    | 330    | 271   | 232    |
| Häuser    | 38    |        |        |        |        |        | 50     |        |        | 47     | 47     |        | 51     |        |        |        | 49     |        |        |        | 48     |        | 54    |        |
| Quelle    | [ 7 ] | [ 12 ] | [ 12 ] | [ 12 ] | [ 13 ] | [ 14 ] | [ 15 ] | [ 16 ] | [ 17 ] | [ 18 ] | [ 19 ] | [ 12 ] | [ 20 ] | [ 12 ] | [ 21 ] | [ 12 ] | [ 22 ] | [ 23 ] | [ 23 ] | [ 23 ] | [ 24 ] | [ 23 ] | [ 8 ] | [ 25 ] |

Ort Kornbach
| Jahr      | 001812 | 001819 | 001861 | 001871 | 001885 | 001900 | 001925 | 001950 | 001961 | 001970 | 001987 |
| Einwohner | 187    | 182    | 300    | 321    | 304    | 263    | 217    | 279    | 238    | 202    | 133    |
| Häuser    | 30     |        |        |        | 39     | 43     | 41     | 41     | 47     |        | 56     |
| Quelle    | [ 7 ]  | [ 26 ] | [ 13 ] | [ 15 ] | [ 18 ] | [ 20 ] | [ 22 ] | [ 24 ] | [ 8 ]  | [ 25 ] | [ 1 ]  |

## Religion
Kornbach war ursprünglich nach St. Matthäus (Bischofsgrün) gepfarrt und ist seit der Reformation ist der Ort evangelisch-lutherisch geprägt. Seit dem 19. Jahrhundert ist die Pfarrei St. Johannes der Täufer (Gefrees) zuständig.